# 兴国镇 (秦安县)
兴国镇，是中华人民共和国甘肃省天水市秦安县下辖的一个乡镇级行政单位。

## 历史沿革
明时为坊厢里、附郭里及坊下里，清道光时为坊厢里，民国时为街泉镇。1949年后设为城关区，1956年11月改为城关镇，1983年12月更名为兴国镇，以境内有元代建筑兴国寺而得名。

## 行政区划
兴国镇下辖以下地区：
大城社区、南关社区、映南社区、北关社区、蔡店社区、何川社区、北大村、贤门村、依仁村、丰乐村、映南村、凤山村、南关村、茂林村、蔡店村、王新村、邢泉村、何川村、赵湾村、高坪村、郑川村、枣滩村、李山村、康湾村、邢湾村、王坪村、庙咀村、贾川村、蔡小村、孙蔡村、康坡村、李家河村、蔚林村和腰崖村。